# Septsarges
Septsarges est une commune française située dans le département de la Meuse, en région Grand Est.

## Géographie

### Hydrographie
La commune est dans le bassin versant de la Meuse au sein du bassin Rhin-Meuse. Elle est drainée par le ruisseau de Menome et le ruisseau le Butel,.

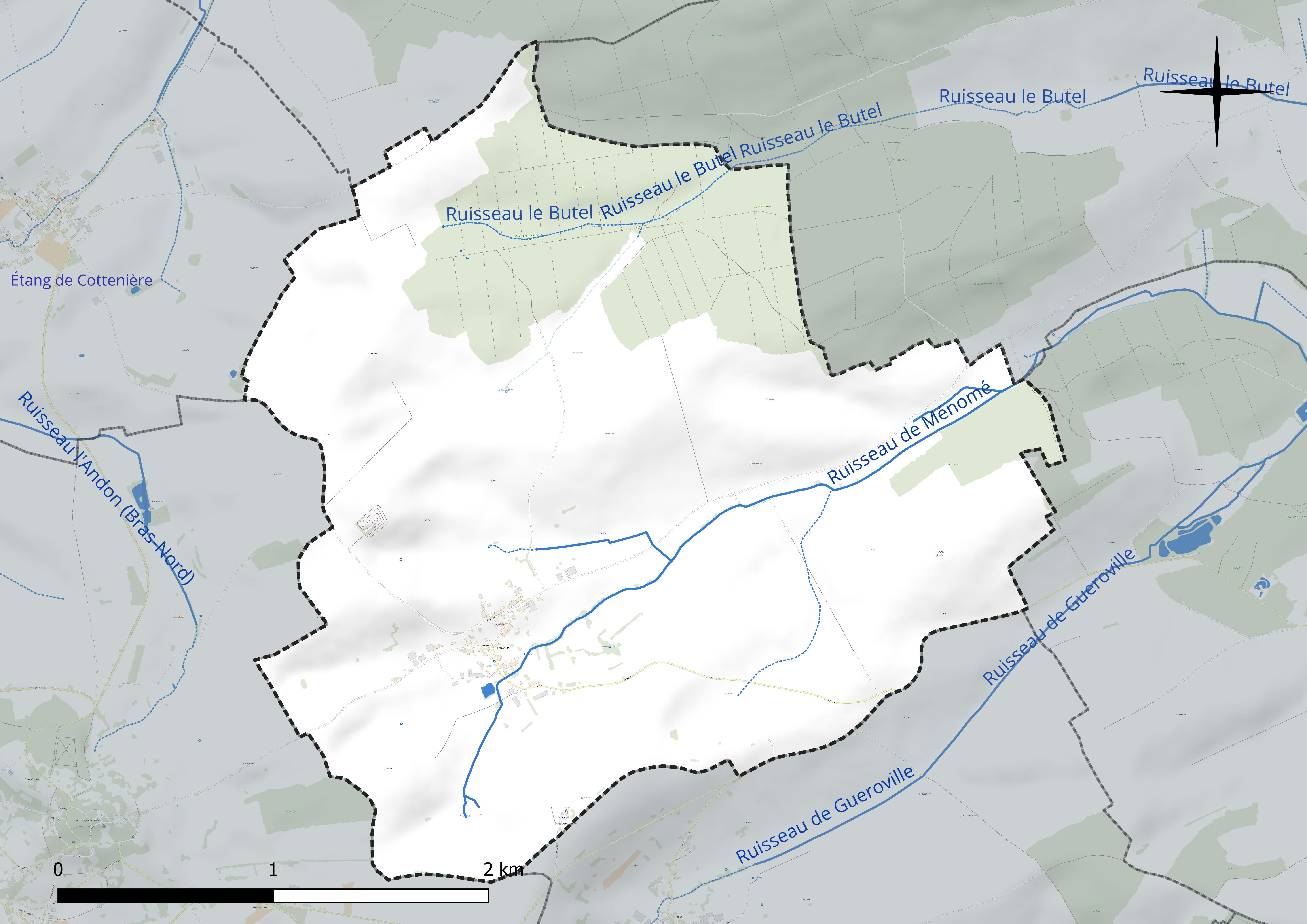
Réseau hydrographique de Septsarges.

### Climat
Pour des articles plus généraux, voir Climat du Grand Est et Climat de la Meuse.
En 2010, le climat de la commune est de type climat de montagne, selon une étude du Centre national de la recherche scientifique s'appuyant sur une série de données couvrant la période 1971-2000. En 2020, Météo-France publie une typologie des climats de la France métropolitaine dans laquelle la commune est exposée à un climat océanique altéré et est dans la région climatique  Lorraine, plateau de Langres, Morvan, caractérisée par un hiver rude (1,5 °C), des vents modérés et des brouillards fréquents en automne et hiver.
Pour la période 1971-2000, la température annuelle moyenne est de 9,6 °C, avec une amplitude thermique annuelle de 15,8 °C. Le cumul annuel moyen de précipitations est de 992 mm, avec 13,8 jours de précipitations en janvier et 9,6 jours en juillet. Pour la période 1991-2020, la température moyenne annuelle observée sur la station météorologique installée sur la commune est de 10,3 °C et le cumul annuel moyen de précipitations est de 942,8 mm. 
La température maximale relevée sur cette station est de 39,9 °C, atteinte le 25 juillet 2019 ; la température minimale est de −15,7 °C, atteinte le 1er janvier 1997,,.
| Mois                                  | jan.             | fév.           | mars           | avril           | mai           | juin          | jui.           | août           | sep.           | oct.          | nov.             | déc.           | année      |
| ------------------------------------- | ---------------- | -------------- | -------------- | --------------- | ------------- | ------------- | -------------- | -------------- | -------------- | ------------- | ---------------- | -------------- | ---------- |
| Température minimale moyenne (°C)     | −0,1             | 0,2            | 2,4            | 5               | 8,7           | 11,6          | 13,7           | 13,5           | 10,3           | 7,2           | 3,5              | 0,9            | 6,4        |
| Température moyenne (°C)              | 2,3              | 3,1            | 6,3            | 9,8             | 13,6          | 16,8          | 18,9           | 18,7           | 14,9           | 10,7          | 6                | 3              | 10,3       |
| Température maximale moyenne (°C)     | 4,6              | 6              | 10,2           | 14,6            | 18,5          | 21,9          | 24,2           | 23,8           | 19,5           | 14,2          | 8,4              | 5,2            | 14,3       |
| Record de froid (°C) date du record   | −15,7 01.01.1997 | −13,9 07.02.12 | −12,7 01.03.05 | −5,2 02.04.1996 | −0,2 03.05.21 | 3 04.06.01    | 5,2 07.07.1996 | 5,5 24.08.1993 | 1,2 30.09.1995 | −4,2 24.10.03 | −10,5 24.11.1998 | −14,2 20.12.09 | −15,7 1997 |
| Record de chaleur (°C) date du record | 15,8 05.01.1999  | 19,9 27.02.19  | 24,6 31.03.21  | 26,8 21.04.18   | 31,7 28.05.17 | 35,4 26.06.19 | 39,9 25.07.19  | 38,4 08.08.03  | 33,6 15.09.20  | 26 02.10.11   | 20,4 08.11.15    | 16 17.12.15    | 39,9 2019  |
| Précipitations (mm)                   | 94,3             | 77,5           | 74,2           | 55,5            | 78,5          | 67            | 71,4           | 79,2           | 67,8           | 81            | 84,4             | 112            | 942,8      |

| Diagramme climatique                                  |          |             |           |             |            |              |              |              |           |            |           |
| J                                                     | F        | M           | A         | M           | J          | J            | A            | S            | O         | N          | D         |
| 4,6−0,194,3                                           | 60,277,5 | 10,22,474,2 | 14,6555,5 | 18,58,778,5 | 21,911,667 | 24,213,771,4 | 23,813,579,2 | 19,510,367,8 | 14,27,281 | 8,43,584,4 | 5,20,9112 |
| Moyennes : • Temp. maxi et mini °C • Précipitation mm |          |             |           |             |            |              |              |              |           |            |           |

Les paramètres climatiques de la commune ont été estimés pour le milieu du siècle (2041-2070) selon différents scénarios d'émission de gaz à effet de serre à partir des nouvelles projections climatiques de référence DRIAS-2020. Ils sont consultables sur un site dédié publié par Météo-France en novembre 2022.

## Urbanisme

### Typologie
Au 1er janvier 2024, Septsarges est catégorisée commune rurale à habitat très dispersé, selon la nouvelle grille communale de densité à sept niveaux définie par l'Insee en 2022.
Elle est située hors unité urbaine. Par ailleurs la commune fait partie de l'aire d'attraction de Verdun, dont elle est une commune de la couronne,. Cette aire, qui regroupe 103 communes, est catégorisée dans les aires de moins de 50 000 habitants,.

### Occupation des sols
L'occupation des sols de la commune, telle qu'elle ressort de la base de données européenne d’occupation biophysique des sols Corine Land Cover (CLC), est marquée par l'importance des territoires agricoles (81,3 % en 2018), une proportion identique à celle de 1990 (81,3 %). La répartition détaillée en 2018 est la suivante : 
terres arables (64,2 %), forêts (18,7 %), zones agricoles hétérogènes (10,8 %), prairies (6,3 %). L'évolution de l’occupation des sols de la commune et de ses infrastructures peut être observée sur les différentes représentations cartographiques du territoire : la carte de Cassini (XVIIIe siècle), la carte d'état-major (1820-1866) et les cartes ou photos aériennes de l'IGN pour la période actuelle (1950 à aujourd'hui).

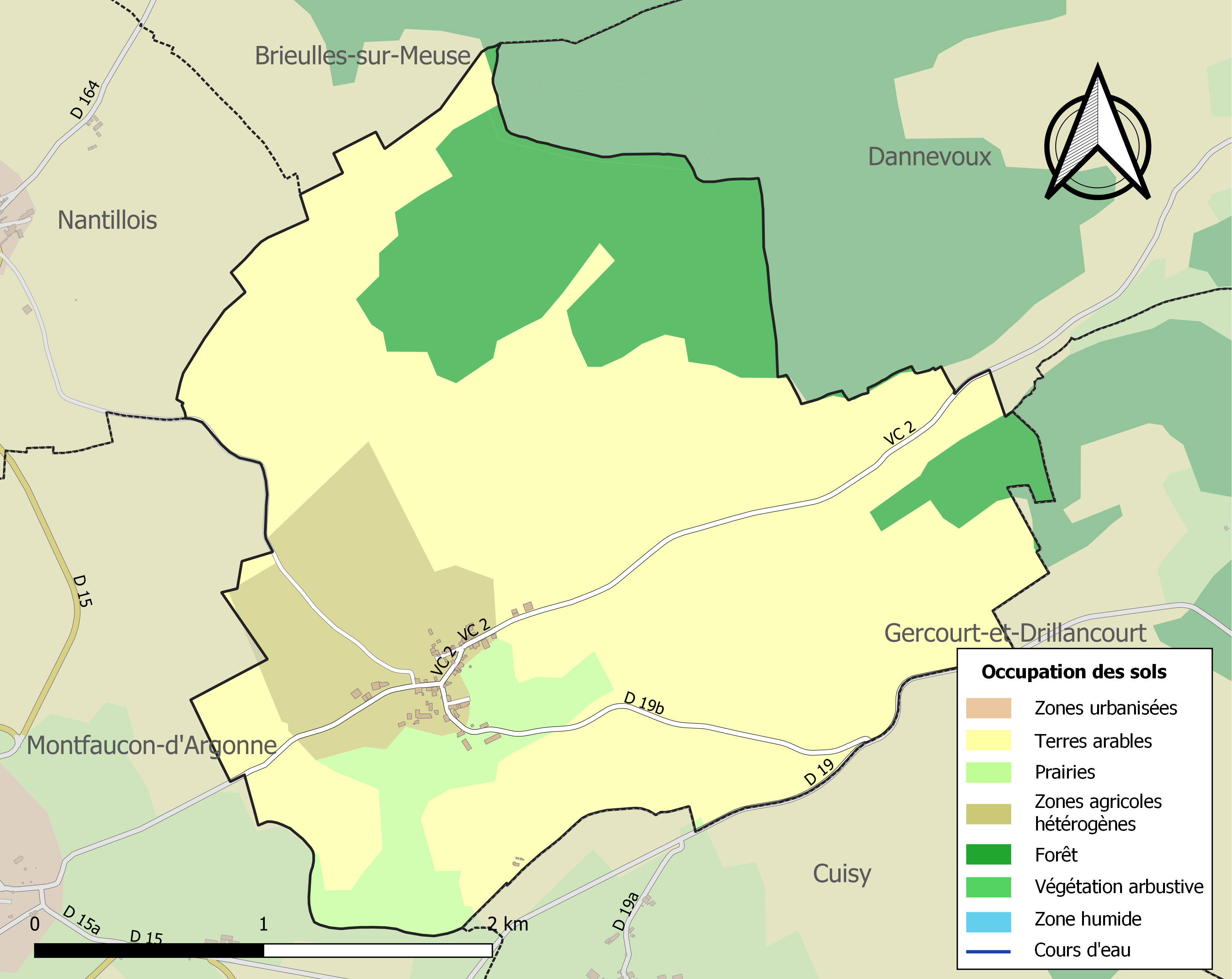
Carte des infrastructures et de l'occupation des sols de la commune en 2018 (CLC).

## Toponymie
Le nom de la localité est attesté sous les formes Chesserges (1272) ; Chasarge ; Sept-Serge (1656) ; Sepsarge (1700).

D'après Albert Dauzat qui cite Auguste Longnon, Chesserges en 1272 : du latin caput, « chef » (source), et d'un nom de rivière. Ici le latin caput a évolué en chel « source », suivi de l'hydronyme *sar-idéa, de la racine indo-européenne *ser « couler ».

## Histoire
Septsarges est mentionné en tant que Chesserges dans le Paréage conclu entre le roi de France Philippe III et l'abbaye de Montfaucon-d'Argonne en 1272-1273 pour les villes et villages de Montfaucon, Septsarges, Cuisy, Gercourt, Drillancourt, Chéhery, Epinonville et Gesnes.
Dei gracia Francorum regem, associamus in medietate omnium possessionum, jurium, justiciarum nostrarum, ad ecclesiam nostram predictam spectantium, videlicet in villis de Montefalconis, de Chesserges, de Cuisiaco, de Gericort, de Druyllancort, de Ceri, de Espenonvile, de Gennes [...]

## Politique et administration
| Période                                  | Période                      | Identité                                    | Étiquette | Qualité        |
| ---------------------------------------- | ---------------------------- | ------------------------------------------- | --------- | -------------- |
| Les données manquantes sont à compléter. |                              |                                             |           |                |
| mars 2001                                | En cours (au 3 juillet 2020) | Daniel Denis Réélu pour le mandat 2020-2026 |           | Ancien ouvrier |

## Population et société

### Démographie
L'évolution du nombre d'habitants est connue à travers les recensements de la population effectués dans la commune depuis 1793. Pour les communes de moins de 10 000 habitants, une enquête de recensement portant sur toute la population est réalisée tous les cinq ans, les populations de référence des années intermédiaires étant quant à elles estimées par interpolation ou extrapolation. Pour la commune, le premier recensement exhaustif entrant dans le cadre du nouveau dispositif a été réalisé en 2006.

En 2022, la commune comptait 47 habitants, en évolution de −2,08 % par rapport à 2016 (Meuse : −4,4 %, France hors Mayotte : +2,11 %).
| 1793 | 1800 | 1806 | 1821 | 1831 | 1836 | 1841 | 1846 | 1851 |
| ---- | ---- | ---- | ---- | ---- | ---- | ---- | ---- | ---- |
| 333  | 324  | 323  | 377  | 402  | 410  | 398  | 376  | 362  |

| 1856 | 1861 | 1866 | 1872 | 1876 | 1881 | 1886 | 1891 | 1896 |
| ---- | ---- | ---- | ---- | ---- | ---- | ---- | ---- | ---- |
| 355  | 360  | 342  | 315  | 295  | 270  | 260  | 261  | 243  |

| 1901 | 1906 | 1911 | 1921 | 1926 | 1931 | 1936 | 1946 | 1954 |
| ---- | ---- | ---- | ---- | ---- | ---- | ---- | ---- | ---- |
| 239  | 216  | 187  | 75   | 125  | 123  | 120  | 112  | 91   |

| 1962 | 1968 | 1975 | 1982 | 1990 | 1999 | 2006 | 2011 | 2016 |
| ---- | ---- | ---- | ---- | ---- | ---- | ---- | ---- | ---- |
| 94   | 95   | 88   | 65   | 56   | 61   | 54   | 48   | 48   |

| 2021 | 2022 | - | - | - | - | - | - | - |
| ---- | ---- | - | - | - | - | - | - | - |
| 47   | 47   | - | - | - | - | - | - | - |

## Culture locale et patrimoine

### Lieux et monuments
- Pylône d'émission radio et TV d'une hauteur de 200 mètres.

Le 8 septembre 2010, la société Joseph Paris de Nantes, constructeur originel de ce pylône en 1972, remplace l'antenne de tête appelé pylônet.
Cette antenne d'une longueur hors tout de 12 m et d'un poids de 3,5 tonnes, sera hissée à l'aide d'un hélicoptère AS-332C Super Puma de la société Suisse Eagle Helicopters AG.

### Décoration française
- Croix de guerre 1914-1918 : 5 février 1921.

### Personnalités liées à la commune
- Robert Marchal (1890-1914), poète tué à Septsarges le 1er septembre 1914. Son nom est inscrit au Panthéon dans la liste des 560 écrivains morts pour la France.

### Héraldique
| Blason de Septsarges | Blason  | Burelé ondé d'azur et d'or de quatorze pièces, au fer à cheval de gueules percé d'argent brochant. |
| Blason de Septsarges | Détails | Création de Dominique Larcher et Dominique Lacorde. Adopté en avril 2013.                          |